# Józef Sadowski
Józef Sadowski herbu Lubicz (ur. 21 stycznia 1689 w Brześciu Litewskim, zm. 23 marca 1749 w Wilnie) – jezuita, prowincjał prowincji litewskiej, rektor Akademii Wileńskiej, teolog.
Był synem Mikołaja, kasztelana brzesko-litewskiego i N Pociejówny. Studiował w kolegiach jezuickich i Akademii Wileńskiej. W 1707 r. wstąpił do zakonu jezuitów, był profesorem teologii i dziekanem Wydziału Teologicznego Akademii Wileńskiej oraz rektorem kolegium jezuitów w Nieświeżu, a następnie rektorem Akademii Wileńskiej.